# Jan van Dorp

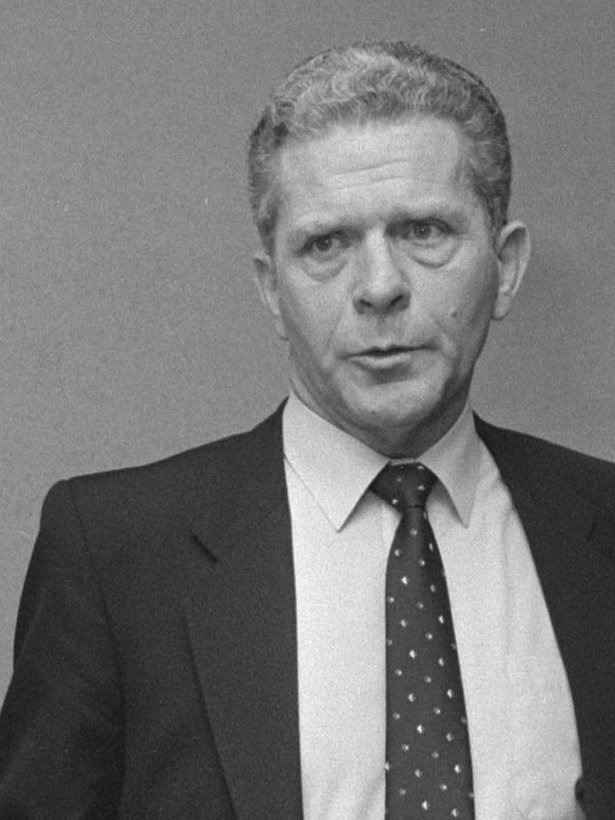
Hoofdcommissaris J.C. van Dorp (1985)

Johannes Cornelis (Jan) van Dorp (ca. 1934 – Perpignan, 14 juni 1989) was een Nederlands politiefunctionaris.
Van Dorp begon zijn carrière als straatagent en werd in 1959 inspecteur van politie. Na als zodanig bij diverse Rotterdamse politiebureaus gewerkt te hebben volgde in 1969 zijn promotie tot hoofdinspecteur bij de Verkeerspolitie. In augustus 1970 stapte hij over naar de ministerie van Binnenlandse Zaken waar hij vijf jaar chef was van de afdeling Verkeer. Later werd hij bij dat ministerie in de rang van commissaris chef van de afdeling Onderzoek en Ontwikkeling van de directie politie.
Mede onder invloed van de Rotterdamse burgemeester en korpsbeheerder Bram Peper kwam Jan van Dorp in februari 1984 terug naar de Rotterdamse politie als opvolger van hoofdcommissaris Albert Vermeij die met pensioen ging. In tegenstelling tot de plaatsvervangend korpschef Jan Blaauw werkte hij vooral vanuit zijn werkkamer terwijl Blaauw regelmatig op tv kwam en in de media geciteerd werd. Menigeen dacht in die periode dat niet Van Dorp maar Blaauw leiding gaf aan het Rotterdamse politiekorps. Hierbij speelde voor een deel ook mee dat hij in 1985 na een hartaanval op het hoofdbureau drie maanden met ziekteverlof was en een jaar later opnieuw langdurig ziek was. In maart 1988 zegde de dienstcommissie (ondernemingsraad) van de Rotterdamse politie het vertrouwen op in de leiding van de Rotterdamse politie waarbij Peper vrij openlijk aangaf het met de kritiek op Van Dorp eens te zijn. Om aan deze onhoudbare situatie een einde te maken werd met de toen 54-jarige Van Dorp overeengekomen dat hij zijn functie zou kwijtraken maar dat hij nog wel 6 jaar zijn salaris doorbetaald zou krijgen. Bij elkaar zou dat kunnen oplopen tot een bedrag van ongeveer 1 miljoen gulden (circa € 450.000).
In oktober 1988 verliet Van Dorp de Rotterdamse politie. Ruim een half jaar later overleed hij op 55-jarige leeftijd in zijn woning in Perpignan (Zuid-Frankrijk) aan een hartaanval.